# Ingeborg Scheerer
Ingeborg Scheerer ist eine deutsche Violinistin.

## Leben und Wirken
Ingeborg Scheerer studierte bei Max Rostal und Sándor Végh in Köln und Düsseldorf und arbeitete ab 1974 als Konzertmeisterin bei der Jungen Deutschen Philharmonie, bei der Deutschen Kammerakademie Neuss und bei der Deutschen Kammerphilharmonie Bremen.
Ihre Beschäftigung mit der historischen Aufführungspraxis führte 1991 zur Gründung der Johann Christian Bach-Akademie, die sie bis 2007 zusammen mit dem Organisten Johannes Geffert künstlerisch leitete. Nach der Auflösung dieses Ensembles gründete sie 2007 das Ensemble „Concerto Con Anima“, für das sie als Konzertmeisterin und künstlerische Leiterin arbeitet und das sich musikalisch zu einem Programm auch über das Barockrepertoire hinaus öffnen möchte. Sie tritt sowohl solistisch auf als auch als Orchesterpädagogin, so als Dozentin des Bundesjugendorchesters.
Seit 2001 ist Ingeborg Scheerer Professorin für Violine an der Musikhochschule Köln, Standort Wuppertal, Mitglied von Camerata Köln und Primaria des Pleyel Quartett Köln sowie Konzertmeisterin bei La Stagione Frankfurt.